# 废料
废料是产品制造和消费过程中的可回收材料，如汽车零部件、建材和其他剩餘材料。与废物不同的是，废料具有商品价值，特别是可回收的金属，例如廢鋼鐵可以回收利用。其他非金属材料也可回收再利用。

## 外部連結
- 中的“废料”
- Steel Recycling Institute – Steel Recycling Information, News, and Resources （页面存档备份，存于）
- How Scrap Is Recycled: Video （页面存档备份，存于）